# Асланян Віктор Павлович

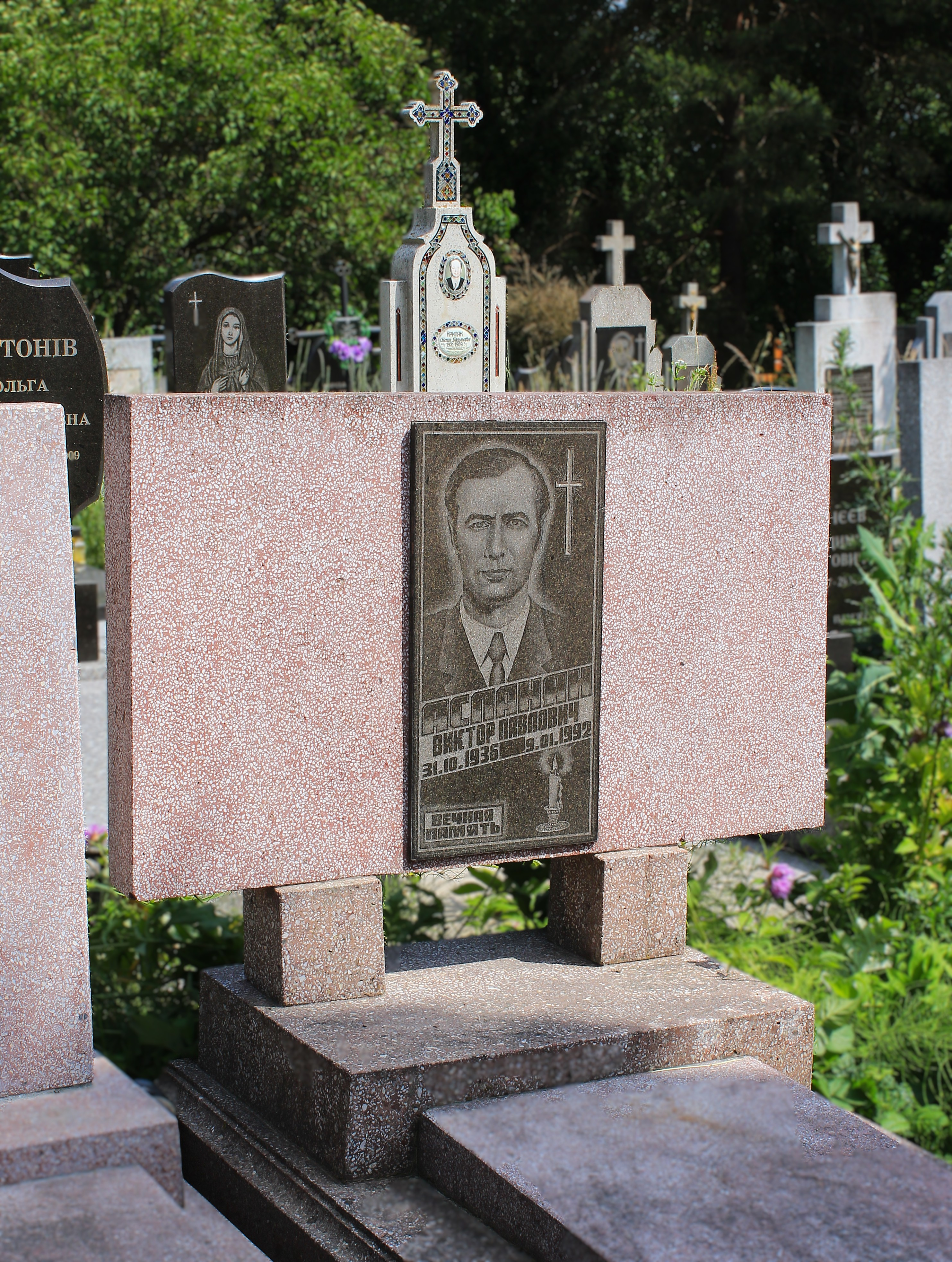
Надгробок Віктора Асланяна — футболіста, півзахисника команд «Шахтар» (Донецьк) і «Карпати» (Львів).

Віктор Павлович Асланян (рос. Виктор Павлович Асланян; * 31 жовтня 1936, Тбілісі — † 9 січня 1992, Львів) — радянський футболіст. Півзахисник, виступав, зокрема за «Шахтар» (Донецьк) і «Карпати» (Львів).
Помер у Львові, похований на  10 полі Голосківського цвинтаря.

## Кар'єра
Грав за «Азовсталь» (Жданов), «Авангард» (Тернопіль), «Шахтар» (Донецьк), «Карпати» (Львів) і «Сокіл» (Львів).